# Memmingens flygplats
Memmingens flygplats (Tyska: Flughafen Memmingen) (IATA: FMM, ICAO: EDJA) är en mindre civilflygplats belägen i staden Memmingerberg i närheten av staden Memmingen i Tyskland. Det är en av tre kommersiella flygplatser i Bayern och är i Tyskland den kommersiella flygplatser som ligger på högst höjd över havet. Fram till och med den 25 september 2008 benämndes flygplatsen Flughafen Memmingen/Allgäu eller Allgäu Airport / Memmingen. Flygplatsen drivs av Allgäu Airport GmbH & Co KG och ligger ca 2,5 km från centrum av Memmingen och 100 km från centrum av München. Flygplatsen kallas även för Flughafen München West - Memmingen och till varje flyg finns anslutande bussar som går till München.

## Historik
Flygplatsens historia sträcker sig tillbaka till 1935 då ett militärt flygfält byggdes på Memmingerberg. Det användes av Luftwaffe under andra världskriget. Efter kriget kom det att senare att övertas av US Air Force som byggde om det och använde det från 1956 för skolflygning.  Mellan åren 1959 och 2003 var flygplatsen hemmabas för Luftwaffes Jagdbombergeschwader 34 „Allgäu“.
Den 20 juli 2004 fick flygplatsen certifikat att få användas som en regional kommersiell flygplats och påbörjade sin civila verksamhet den 5 augusti 2004, men någon reguljär trafik startades inte på allvar förrän den 28 juni 2007 då TUIfly började erbjuda chartrade flygningar till resmål som Mallorca, Kreta, Neapel, Rom, Venedig och Antalya. Vidare erbjuds flygningar till några inhemska mål.

## Verksamhet
Trots att flygplatsen har en lång rullbana på cirka 3 km, vilket gör den tillgänglig för större flygplan, tillåts endast flygplan med ett vingspann på upp till 36 meter att använda sig av flygplatsen. Dock finns planer på att bredda banan och taxibanor och installera den markutrustning som krävs för större flygplanstyper.
Även om flygplatsen är en internationell flygplats, sker större delen av flygningarna till och från destinationer i länder som är medlemmar i Europeiska unionen eller länder ingående i Schengensamarbetet. 

## Flygbolag och destinationer
| Flygbolag   | Destinationer |
| ----------- | --- |
| Ryanair     | Alicante, Dublin, Edinburgh, Faro, Barcelona-Girona, London-Stansted, Malaga, Porto, Rom-Ciampino, Oslo-Rygge, Stockholm-Skavsta, Valencia Säsong: Alghero, Palma de Mallorca, Pisa, Barcelona-Reus, Trapani |
| Sun Express | Säsong: Antalya |
| Wizz Air    | Belgrad, Kiev-Zhuliany |